# Pescadorerne
Pescadorerne (澎湖群島) Pénghú Qúndăo, Pénghú Cyúndăo, P'eng-Hu Ch'un-Tao er en øgruppe i Taiwanstrædet bestående af 64 små øer udstrakt over 80 km. Det vestlige navn Pescadorerne, er fra portugisisk, en forkortelse af Ilhas pescadores = Fiskerøerne. De administreres som Penghu amt (澎湖縣) i provinsen Taiwan i Republikken Kina.
P'eng-hu dukker først op i dokumenter fra 1171, under Song-dynastiet. Fra midten af 1600-tallet til 1895 var Taiwan (Formosa) og Pescadorerne (Penghu) behersket af pirater, Holland, Koxingas kongedømme og til slut af Qingdynastiets Kina. Qingdynastiet afstod så disse øer til Japan i 1895 ved Shimonoseki-traktaten.
I Cairo-erklæringen af 1943 erklærede USA, Storbritannien og Kina at det var deres hensigt, at «alle de territorier som Japan har stjålet fra kineserne, som Manchuriet, Formosa og Pescadorerne, skal tilbageføres til Republikken Kina.»
Den 26. juli 1945 erklærede de tre stater i Potsdam-deklarationen at «Cairo-erklæringens bestemmelser skal føres ud i livet». Øgruppen har fra da af blevet administreret af Republikken Kina.